# RMS Transylvania (1925)
«Трансильванія» (англ. RMS Transylvania (1925) — британське пасажирське судно-океанський лайнер, побудований компанією Fairfield Shipbuilding and Engineering Company у Говані на замовлення компанії Anchor Line. На початку Другої світової війни перетворене на допоміжний крейсер Королівського флоту Великої Британії. 10 серпня 1940 року затоплений торпедною атакою німецького підводного човна U-56 поблизу ірландського мису Малін-Хед.

## Історія служби
2 вересня 1925 року океанський лайнер «Трансильванія» увійшов до строю, а через 10 днів відплив з Глазго до Нью-Йорка у свій перший рейс. «Трансильванія» міг перевозити 279 пасажирів у першому класі, 344 — у другому та 800 — у третьому класі із загальною кількістю 1423 пасажирів. 28 березня 1929 року «Трансільванія» сів на мілину в тумані біля скелі Ла-Кеке, в десяти милях на захід від Шербура. У Шербурі він висадив своїх пасажирів, а потім відплив до Клайда, де був проведений ремонт. У 1930 році відбулася зміна розміщення пасажирів на кораблях для збільшення міжнародного туризму.

### Друга світова війна і затоплення
У вересні 1939 року лайнер був реквізований Королівським флотом, перероблений на допоміжний крейсер і був призначений до 10-ї крейсерської ескадри і служив у Північному патрулі, який відповідав за морську блокаду Німеччини. 10 серпня 1940 року біля Малін-Хед, Ірландія, допоміжний крейсер був торпедований G7e човна U-56. Пошкоджена «Трансильванія» буксирувалась за корму, але затонула, не досягнувши землі. Всього було втрачено 36 життів. Рештки лежать на глибині 134 м приблизно в 30 морських милях (56 кілометрів) на північ від острова Торі.